# José Luis Canto Sosa
José Luis Canto Sosa (* 29. Oktober 1960 in Calkiní, Campeche) ist ein mexikanischer Geistlicher und römisch-katholischer Bischof von San Andrés Tuxtla.

## Leben
José Luis Canto Sosa empfing am 27. Dezember 1996 die Priesterweihe für das Bistum Campeche.
Nach weiteren Studien erwarb er ein Lizenziat in Sonderpädagogik und später an der Päpstlichen Universität Gregoriana ein Lizenziat in Kirchengeschichte. Neben verschiedenen Aufgaben in der Pfarrseelsorge war er Präfekt am Knabenseminar, Lehrer am diözesanen Priesterseminar und Schulleiter. Für die Cursillo-Bewegung und die Gemeinschaft Brot des Lebens war er als geistlicher Assistent tätig. Vor seiner Ernennung zum Bischof war er zuletzt Generalvikar des Bistums Campeche und Pfarrer der Pfarrei La Resurrección sowie Vorsitzender der interdisziplinären Diözesankommission für den Schutz Minderjähriger.
Papst Franziskus ernannte ihn am 14. August 2021 zum Bischof von San Andrés Tuxtla. Der Apostolische Nuntius in Mexiko, Erzbischof Franco Coppola, spendete ihm am 27. Oktober desselben Jahres in der Kathedrale von San Andrés Tuxtla die Bischofsweihe.